# Фьорд

Гейрангер-фьорд, Норвегия

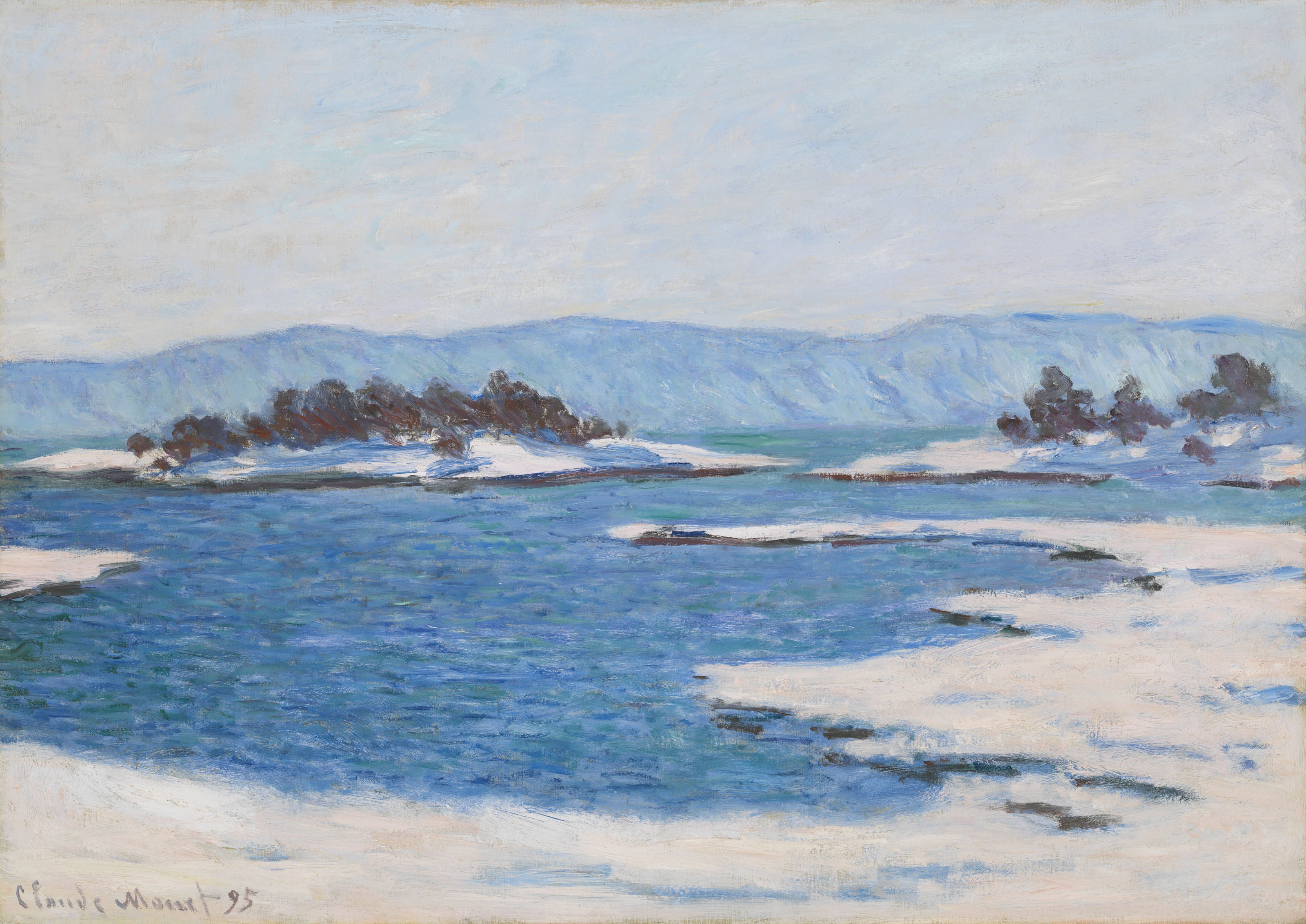
Фьорд Христиания, Клод Моне (1895)

Фьо́рд, также фио́рд (норв. fjord) — узкий, извилистый и глубоко врезающийся в сушу морской залив со скалистыми берегами. Длина фьорда в несколько (чаще всего — в десятки) раз превосходит ширину, а берега в большинстве случаев образованы скалами высотой до 1000 метров.
Большая часть фьордов имеет тектоническое происхождение и возникла при резком и внезапном изменении направления движения тектонических плит со встречного на противоположное. В результате этого на краях плит, уже сжатых предварительным встречным движением, образуются многочисленные трещины и разломы, которые заполняются морской водой. В этом случае фьорд может иметь значительную глубину, в целые сотни метров, а иногда — и более километра. В ряде случаев возникновение фьордов является результатом обработки ледниками (в эпоху четвертичного оледенения) речных долин и тектонических впадин с последующим затоплением их водой.
В мире наиболее известны четыре фьордовых района, расположенные на западных побережьях Норвегии, Чили, Южного острова Новой Зеландии и Северной Америки от залива Пьюджет в штате Вашингтон до Аляски. Фьорды также имеются на берегах Шотландии, Исландии, Гренландии, Швеции, полуострова Лабрадор, штата Мэн (США), России (Кольский и Чукотский полуострова) и на некоторых арктических (Шпицберген, Новая Земля, Канадский Арктический архипелаг) и антарктических (Кергелен, Южная Георгия) островах.
Благодаря своей красоте и живописности — вздымающиеся прямо из воды скалы, покрытые густой растительностью горы, снежные вершины — фьорды пользуются популярностью у туристов всего мира.

## Некоторые фьорды
| Название               | Местоположение             | Длина (км) | Ширина (км) | Глубина (м) |
| ---------------------- | -------------------------- | ---------- | ----------- | ----------- |
| Скорсби                | Гренландия                 | 350        | 6           | 1450        |
| Согне-фьорд            | Норвегия                   | 219 (204)  | 6           | 1308        |
| Хардангер-фьорд        | Норвегия                   | 183        | 10          | 750         |
| Тронхеймс-фьорд        | Норвегия                   | 137        | 24          | 600         |
| Нур-фьорд              | Норвегия                   | 113        | 5           | 565         |
| Кольский залив         | Россия                     | 57         | 7           | 300         |
| Милфорд-Саунд          | Новая Зеландия             | 19         | 3           | 390         |
| Портленд Канал (англ.) | Аляска (США)               | 145        | 3           | 385         |
| Лох-Фин (англ.)        | Шотландия (Великобритания) | 65         |             |             |
| Сагеней                | Квебек (Канада)            | 120        | 5           | 30          |

На восточном побережье Гренландии расположен Скорсби — самый длинный фьорд в мире. Он имеет древовидную структуру со множеством ветвей. Самая длинная из них составляет 350 км в длину.
Этот крупнейший фьорд образовался в результате затопления морем тектонической впадины. В 1822 году он получил своё название в честь китобоев Уильяма Скорсби и его сына. Именно они были первыми исследователями фьорда Скорсби и нанесли его на карту.
Сегодня близ Скорсби обитает необычайно много для Гренландии животных. Это объясняется наличием в этом регионе открытой воды, которая не замерзает даже в зимнее время, а также достаточно плодородными землями. Так, здесь пасутся олени и овцебыки, обитают песцы, горностаи и лемминги, а до начала XX века здесь можно было увидеть мелвильского островного волка, отличающегося своим красивым белым мехом. Ещё более живописным побережье Скорсби становится, когда сюда прилетают колонии мигрирующих птиц, насчитывающие до миллиона особей. К ним относятся люрики, полярные крачки, серебристые чайки, полярные гагары и многие другие. Воды крупнейшего фьорда населяют разнообразные полярные виды рыб и млекопитающих. Например, в Скорсби обитают кольчатая нерпа, морской заяц, гренландский тюлень, а также атлантический морж. Арктическими ракообразными и рыбой лакомятся поселившиеся здесь белухи и нарвалы.
Второй по величине фьорд — Согне-фьорд — расположен в Норвегии. Его длина составляет 204 км, он является самым большим фьордом в Европе.